# Riccardo Esposito
Riccardo Esposito (Napoli, 28 giugno 1966) è un ex cestista e allenatore di pallacanestro italiano.

## Palmarès
- Coppa Italia: 2

Pall. Treviso: 1993, 1995
- Coppa d'Europa: 1

Pall. Treviso: 1994-95
- Serie A2: 1

Varese: 1993-94
- Serie B2: 1

Ferentino: 2005-06